# Oekraïens curlingteam (gemengd)
Het Oekraïense curlingteam vertegenwoordigt Oekraïne in internationale curlingwedstrijden.

## Geschiedenis
De openingseditie van een internationaal toernooi voor gemengde landenteams was het Europees kampioenschap in het Andorrese Canillo. Oekraïne nam daar niet aan deel. Ook in latere edities was het land niet vertegenwoordigd op de Europese kampioenschappen.
Na de tiende editie van het EK werd beslist het toernooi te laten uitdoven en te vervangen door een nieuw gecreëerd wereldkampioenschap voor gemengde landenteams. De eerste editie vond in 2015 plaats in het Zwitserse Bern. Oekraïne was daar niet present. De eerste keer dat het gemengd curlingteam aan een wereldkampioenschap deelnam was in 2022. Oekraïne won twee wedstrijden en eindigde als achtentwintigste. In 2024 werden de play-offs bereikt, een gedeeld negende plek.

## Oekraïne op het wereldkampioenschap
| Jaar | Plaats        | Skip           | WG            | W             | V             | PV            | PT            |
| ---- | ------------- | -------------- | ------------- | ------------- | ------------- | ------------- | ------------- |
| 2015 | Geen deelname | Geen deelname  | Geen deelname | Geen deelname | Geen deelname | Geen deelname | Geen deelname |
| 2016 | Geen deelname | Geen deelname  | Geen deelname | Geen deelname | Geen deelname | Geen deelname | Geen deelname |
| 2017 | Geen deelname | Geen deelname  | Geen deelname | Geen deelname | Geen deelname | Geen deelname | Geen deelname |
| 2018 | Geen deelname | Geen deelname  | Geen deelname | Geen deelname | Geen deelname | Geen deelname | Geen deelname |
| 2019 | Geen deelname | Geen deelname  | Geen deelname | Geen deelname | Geen deelname | Geen deelname | Geen deelname |
| 2022 | 28            | Eduard Nikolov | 8             | 2             | 6             | 40            | 55            |
| 2023 | 15            | Eduard Nikolov | 7             | 3             | 4             | 39            | 46            |
| 2024 | 9             | Eduard Nikolov | 8             | 5             | 3             | 63            | 36            |

## Oekraïne op het Europees kampioenschap
| Jaar | Plaats        | Skip          | WG            | W             | V             | PV            | PT            |
| ---- | ------------- | ------------- | ------------- | ------------- | ------------- | ------------- | ------------- |
| 2005 | Geen deelname | Geen deelname | Geen deelname | Geen deelname | Geen deelname | Geen deelname | Geen deelname |
| 2006 | Geen deelname | Geen deelname | Geen deelname | Geen deelname | Geen deelname | Geen deelname | Geen deelname |
| 2007 | Geen deelname | Geen deelname | Geen deelname | Geen deelname | Geen deelname | Geen deelname | Geen deelname |
| 2008 | Geen deelname | Geen deelname | Geen deelname | Geen deelname | Geen deelname | Geen deelname | Geen deelname |
| 2009 | Geen deelname | Geen deelname | Geen deelname | Geen deelname | Geen deelname | Geen deelname | Geen deelname |
| 2010 | Geen deelname | Geen deelname | Geen deelname | Geen deelname | Geen deelname | Geen deelname | Geen deelname |
| 2011 | Geen deelname | Geen deelname | Geen deelname | Geen deelname | Geen deelname | Geen deelname | Geen deelname |
| 2012 | Geen deelname | Geen deelname | Geen deelname | Geen deelname | Geen deelname | Geen deelname | Geen deelname |
| 2013 | Geen deelname | Geen deelname | Geen deelname | Geen deelname | Geen deelname | Geen deelname | Geen deelname |
| 2014 | Geen deelname | Geen deelname | Geen deelname | Geen deelname | Geen deelname | Geen deelname | Geen deelname |